# 菊池駅
菊池駅（きくちえき）は、かつて熊本県菊池市にあった熊本電気鉄道菊池線の駅（廃駅）である。菊池線の区間廃止に伴い1986年（昭和61年）2月16日に廃駅となった。
国鉄宮原線が肥後小国駅から当駅まで延長する計画があった。

## 歴史

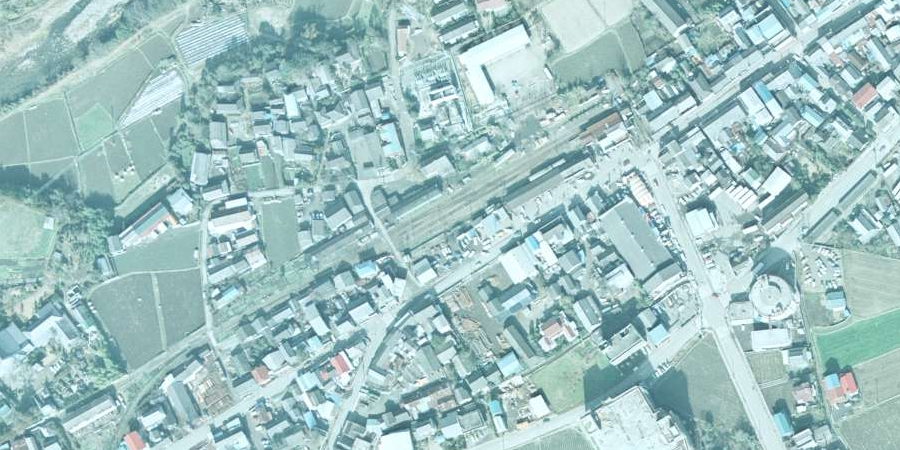
鉄道駅開業時の航空写真。。

- 1913年（大正2年）3月15日 - 菊池軌道の隈府駅として開業。
- 1935年（昭和10年）8月21日 - 省営自動車山鹿線（肥後大津（豊肥本線）- 隈府- 山鹿（鹿本鉄道） - 南関（九州肥筑鉄道）間）開業[1]
- 1958年（昭和33年）8月25日[2] - 菊池駅（2代目）へ改称。
- 1977年（昭和52年）4月1日 - 貨物取り扱い廃止。
- 1986年（昭和61年）2月16日 - 菊池線御代志 - 当駅間とともに廃止。

## 駅構造
かつては貨物ホームや多数の側線があったが、廃止直前は島式ホーム1面2線を有する地上駅であった。ホーム先端に駅舎兼バスターミナルである菊池プラザ（後述）があり、現在もその姿をとどめている。

## 廃止後の状況
- 電車廃止後も、駅舎内にはバスの待合施設や発着案内・定期券売り場の窓口、ならびにレストランや旅行センターなどの各店舗も入居していたが、後に窓口は閉鎖され入居していたほとんどの店舗は閉店しており、2021年（令和3年）現在は1階に花屋、2階に学習塾が入居するのみとなっている。一時期は建物の一部が系列の電鉄タクシーの待機所として使われていたが、系列離脱後に当ビルからも撤退した。
- 旧・菊池駅構内は駅裏にあった幼稚園が土地を取得して新築移転した（画像）。

## バスターミナル「菊池プラザ」
前述の通り、当駅舎は電車廃止後もバスターミナルとして機能しており、菊池市内より発着する路線バスの結節点となっている。ただし、ここから発着するバスはほとんどが熊本電鉄バスの路線がメインとなっており、産交バスのほとんどの路線は「菊池産交」バス停からの発着となる。
なお、前述の通り以前は建物内に案内・乗車券等販売窓口もあったが現在は閉鎖され、定期券・バスカードなどの乗車券類販売は建物からすぐ近くにあるLPガス販売会社の事務所に委託されている（電鉄バスのみ）。また、菊池プラザを発着する産交バスの路線（大津行きと山鹿温泉行き）は、JR九州バスが運行していた山鹿線を産交バスが引き継いだものである。
| 案内番号  | 運行経路                                                                                      | 運行会社         |
| --------- | --------------------------------------------------------------------------------------------- | ---------------- |
| C1-2、1-3 | 富の原 - 辻久保 - 御代志 - 堀川 - 北熊本 - 藤崎宮前 - 通町筋 - 桜町BT - 熊本駅前 - 蓮台寺入口 | 電鉄バス         |
| C3-2、3-3 | 富の原 - 辻久保 - 御代志 - 山室 - 北熊本 - 藤崎宮前 - 通町筋 - 桜町BT - 熊本駅前 - 蓮台寺入口 | 電鉄バス         |
|           | 富の原 - バイパス泗水 - 辻久保                                                                | 電鉄バス         |
|           | 七城温泉前 - 田島 - 野々島 - 御代志                                                           | 電鉄バス         |
|           | 七城メロンドーム - 水辺プラザ - 来民中町 - 鹿本農高前 - 十三部 - 山鹿温泉 - 山鹿バスセンター  | 産交バス         |
| C1-3、3-3 | 菊池温泉・市民広場前                                                                          | 電鉄バス         |
|           | 菊池温泉・市民広場前 - 伊坂 - 杉水 - 翔陽高校前 - 肥後大津駅                                  | 産交バス         |
|           | きくちべんりカー東回りコース                                                                  | 電鉄バス（委託） |
|           | きくちべんりカー西回りコース                                                                  | 電鉄バス（委託） |

## 隣の駅
熊本電気鉄道
菊池線（廃止区間）
深川駅 - 菊池駅